# Jürgen Ricklefs
Jürgen Ricklefs (* 3. September 1900 in Emden; † 30. Dezember 1991 in Celle) war ein deutscher Pädagoge, Heimatforscher und Archivar.

## Leben
Jürgen Ricklefs unterrichtete als Lehrer in Celle durchgehend seit der Weimarer Republik im Jahr 1928 über die Zeit des Nationalsozialismus hinaus als Oberstudienrat bis in die Nachkriegszeit im Jahr 1963 am dortigen Kaiserin-Auguste-Viktoria-Gymnasium. Von 1948 bis 1952 leitete er zudem das Staatliche Studienseminar Celle.
Zum 1. Mai 1933 trat er der NSDAP bei (Mitgliedsnummer 2.575.845) und wurde dort Zellenleiter.
Von 1952 bis 1974 stand er dem Stadtarchiv Celle als Leiter vor. 1958 gründete Ricklefs das Marienwerder-Archiv in Celle.

## Mitgliedschaften und Ehrungen
- 1962: Mitglied der Historischen Kommission für Niedersachsen und Bremen[1]
- 1971: Niedersächsischer Verdienstorden[2]
- 1984: Kulturpreis der Stadt Celle[2][1]

## Schriften (Auswahl)
- Jürgen Ricklefs (Texte), Helmut Kloth (Bilder): Celle. Weidlich, Frankfurt 1966.
- (mit Eberhard von Rothkirch, Zusammenstellung): 660 Jahre Stadtkirche Celle. 1308–1968. Festschrift zur Wiedereröffnung der Stadtkirche nach ihrer Restaurierung 1967/1968, Celle: Evang.-Luther. Stadtkirchengemeinde, 1968; Inhaltsverzeichnis
- Goldschmiede, Metailleure und Graveure. Aus der Geschichte der Celler Bürgerfamilie Braband, in: Heimatkalender für die Lüneburger Heide, Celle: Schweiger & Pick, 1971, ISSN 0945-4942, S. 68–71.
- Geschichte der Stadt Celle, 2., erweiterte Auflage ( = Bomann-Archiv, Heft 5/6), mit Beiträgen von Hellmut Krohn und Max Vogel, Sonderdruck aus: Heinrich Pröve: Heimatchronik der Stadt und des Landkreises Celle aus Heimatchroniken der Städte und Kreise des Bundesgebietes. Bd. 22, 1959), [Celle : Stadtarchiv]: 1976.
- Ab 1939 zahlreiche Aufsätze u. a.im „Sachsenspiegel“, Heimatbeilage der Celleschen Zeitung.[4]